# Kaczki
Kaczki (Anatinae) – podrodzina ptaków z rodziny kaczkowatych (Anatidae). Są to ptaki wodne średniej wielkości o stosunkowo krótkiej szyi.

## Rozmieszczenie geograficzne
Podrodzina obejmuje gatunki występujące na całym świecie oprócz Antarktydy.

## Systematyka
Do podrodziny należą następujące plemiona:
- Biziurini Mathews, 1946 – jednym przedstawicielem jest Biziura lobata (Shaw, 1796) – bisiorka
- Plectropterini Eyton, 1838 – jedynym przedstawicielem jest Plectropterus gambensis (Linnaeus, 1766) – gęsiec
- Merganettini Bonaparte, 1853
- Mergini Fischer-Waldheim, 1831
- Tadornini Reichenbach, 1853
- Cairinini von Boetticher, 1936
- Chenonettini Salvadori, 1895
- Cyanochenini Verheyen, 1953
- Aythyini Delacour & Mayr, 1945
- Anatini Leach, 1819

## Kaczka w kulturze
Dzika kaczka (w oryginale Vildanden) – sztuka napisana w 1884 roku przez norweskiego dramaturga Henrika Ibsena.